# 727 Ніппонія
727 Ніппонія (727 Nipponia) — астероїд головного поясу, відкритий 11 лютого 1912 року.
Тіссеранів параметр щодо Юпітера — 3,376.